# Distrikt Quinuabamba
Der Distrikt Quinuabamba liegt in der Provinz Pomabamba in der Region Ancash in West-Peru. Der Distrikt wurde am 26. September 1941 gegründet. Er besitzt eine Fläche von 150 km². Beim Zensus 2017 wurden 2328 Einwohner gezählt. Im Jahr 1993 lag die Einwohnerzahl bei 2729, im Jahr 2007 bei 2494. Die Distriktverwaltung befindet sich in der 3108 m hoch gelegenen Ortschaft Quinuabamba mit 236 Einwohnern (Stand 2017). Quinuabamba liegt 15 km nordnordöstlich der Provinzhauptstadt Pomabamba.

## Geographische Lage
Der Distrikt Quinuabamba erstreckt sich über den südlichen Osten der Provinz Pomabamba. Der Río Marañón strömt entlang der östlichen Distriktgrenze in Richtung Nordnordwest, zwei kleinere Nebenflüsse begrenzen den Distrikt im Süden und im Norden.
Der Distrikt Quinuabamba grenzt im Südwesten an den Distrikt Pomabamba, im Nordwesten an den Distrikt Parobamba, im Osten an den Distrikt Huacrachuco (Provinz Marañón) sowie im Süden an den Distrikt Fidel Olivas Escudero (Provinz Mariscal Luzuriaga).